# أنطونيو دا سيلفا مينديز
أنطونيو دا سيلفا مينديز (بالبرتغالية: António da Silva Mendes‏)‏ (18 أكتوبر 1939 في لشبونة - 27 فبراير 2019 ) لاعب كرة قدم من البرتغال.

## مسيرته الكروية
لعب أنطونيو دا سيلفا مينديز خلال مسيرته الاحترافية مع ناديين في ستة عشر موسمًا وسجل خلالها 96 هدفًا ضمن 228 مباراة. حيث فاز في ثلاثة مواسم بالكأس وفي ثلاثة مواسم بالدوري.
خاض أنطونيو دا سيلفا مينديز مسيرته مع نادي بنفيكا في موسم 1955–56 ليلعب معه سبعة مواسم، مشاركًا في 27 مباراة سجل خلالها 19 هدفًا. ثم انتقل إلى نادي فيتوريا دي غيماريش في موسم 1962–63 ليلعب معه تسعة مواسم، حيث شارك في 201 مباراة سجل خلالها 77 هدفًا.

## روابط خارجية
- أنطونيو دا سيلفا مينديز على موقع الاتحاد الأوربي (الإنجليزية)
- أنطونيو دا سيلفا مينديز على موقع قاعدة بيانات كرة القدم.إي يو (الإنجليزية)
- أنطونيو دا سيلفا مينديز على موقع ناشيونال فوتبول تيمز (الإنجليزية)
- أنطونيو دا سيلفا مينديز على موقع عالم كرة القدم.نت (الإنجليزية)